# عمر خورخي
عمر خورخي (بالإسبانية: Omar Jorge)‏ هو لاعب كرة قدم أرجنتيني، ولد في 30 أغسطس 1956. شارك مع منتخب الأرجنتين لكرة القدم. أما مع النوادي، فقد لعب مع فيليز سارسفيلد ونادي تيكوس.

## وصلات خارجية
- عمر خورخي على موقع قاعدة بيانات كرة القدم.إي يو (الإنجليزية)
- عمر خورخي على موقع ناشيونال فوتبول تيمز (الإنجليزية)